# 金铎
金铎（1901年—1938年2月），朝鲜咸镜北道人，曾任东北抗日联军第七军第二师参谋长。

## 生平
1901年，金铎出生于朝鲜咸镜北道，平壤崇实中学毕业。1919年三一运动后，他流亡满洲，后又去往苏联。1932年，他开始在黑龙江省抚远县教书、办学。期间，他结识了崔庸健，并加入中国共产党。1933年4月，他参加了中共饶河中心县委举办的军政干部培训班，任教官。1936年11月，他被调任东北抗日联军第七军第二师参谋长，1938年初被调任第七军军部宣传科科长，同年2月（一说4月）被叛徒王凤林杀害，时年37岁。:511:770